# Joumana Haddad
Joumana Haddad (in arabo جمانة حداد‎?; Beirut, 6 dicembre 1970) è una poetessa, giornalista, attivista, scrittrice, traduttrice e conduttrice televisiva libanese.

## Biografia

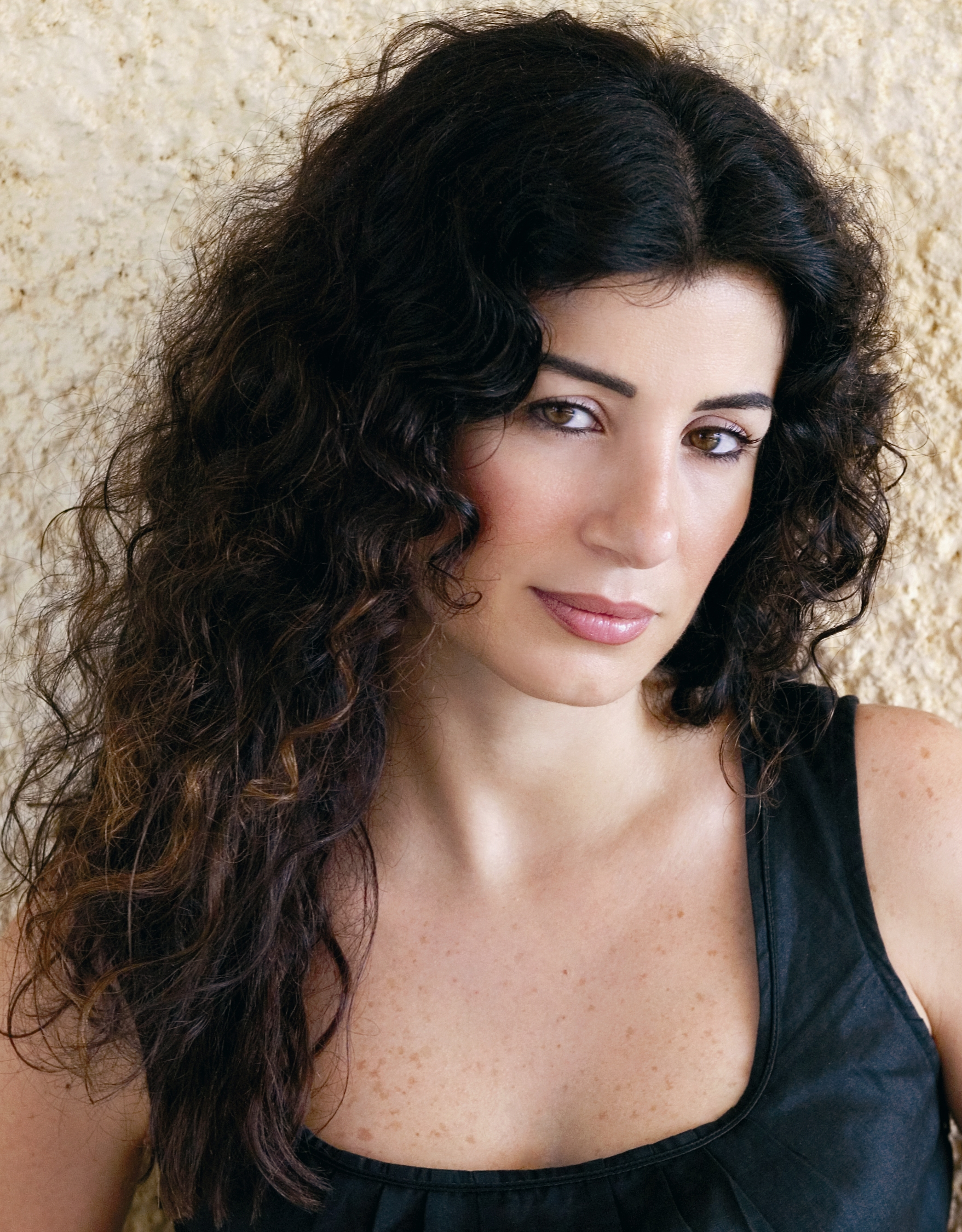
Joumana Haddad

Sin dal 2014, Joumana Haddad è ogni anno selezionata, dalla rivista Arabian Business, per il suo attivismo culturale e sociale, come una delle donne arabe più influenti nel mondo (posizione 34 nel 2017).
Responsabile per molti anni delle pagine culturali del quotidiano libanese An Nahar, per il quale ha lavorato dal 1997 al 2017, ha insegnato scrittura creativa all'Università americana di Beirut tra il 2012 e il 2016. È attivista per i diritti delle donne, e anche caporedattrice di Jasad, una rivista in lingua araba specializzata nelle arti e nella letteratura del corpo. È stata dal 2007 al 2011 l'amministratrice dell'IPAF o Booker arabo, un premio letterario che premia ogni anno un romanzo arabo.
Ha pubblicato vari libri che sono stati tradotti e pubblicati in molti paesi del mondo.
Poliglotta, parla sette lingue; ha scritto libri in lingue diverse e ha anche pubblicato parecchie opere di traduzione, fra le quali un'antologia della poesia libanese moderna in spagnolo, uscita in Spagna come in diversi paesi di America Latina, e un'antologia di 150 poeti che si sono suicidati nel ventesimo secolo.
Per il suo libro In compagnia dei ladri del fuoco ha intervistato un gran numero di scrittori, tra i quali Roberto Saviano, Umberto Eco, Paul Auster, Yves Bonnefoy, Peter Handke, Elfriede Jelinek.
Joumana Haddad fa parte del comitato dei consulenti di MARCH Lebanon (una ONG che combatte per la libertà di espressione nel Libano).
Nel 2009, è stata coautrice e interprete di un film della regista libanese Jocelyne Saab (Che succede?). Ha anche partecipato ad un documentario del regista Nasri Hajjaj, sul poeta palestinese Mahmoud Darwish.
Ha ottenuto il premio del giornalismo arabo nel 2006.
Nell'ottobre 2009 è stata inserita nella lista dei 39 autori arabi più interessanti sotto i 39 anni, stilata dal progetto Beirut39.
Nel novembre 2009 ha vinto il Premio Internazionale Nord Sud della fondazione Pescarabruzzo per la sezione poesia. Il vincitore della sezione narrativa era lo scrittore austriaco Peter Handke.
A febbraio 2010 ha vinto il Premio Blue Metropolis per la letteratura araba a Montréal.
Nell'agosto 2010 ha ricevuto il Premio Rodolfo Gentili a Porto Recanati, perché «si batte per dar voce a tutte le donne, in particolare a quelle che voce ancora non hanno e non possono avere perché prigioniere di pregiudizi maschili».
Nel novembre 2012 ha vinto il Premio Maria Grazia Cutuli per il giornalismo a Catania
A luglio 2013 è stata nominata dal sindaco di Napoli, Luigi de Magistris, ambasciatrice onoraria della cultura e dei diritti umani della città di Napoli nel Mediterraneo.
A febbraio 2014 ha ricevuto il premio della carriera poetica assegnato dalla fondazione Archicultura in Italia.

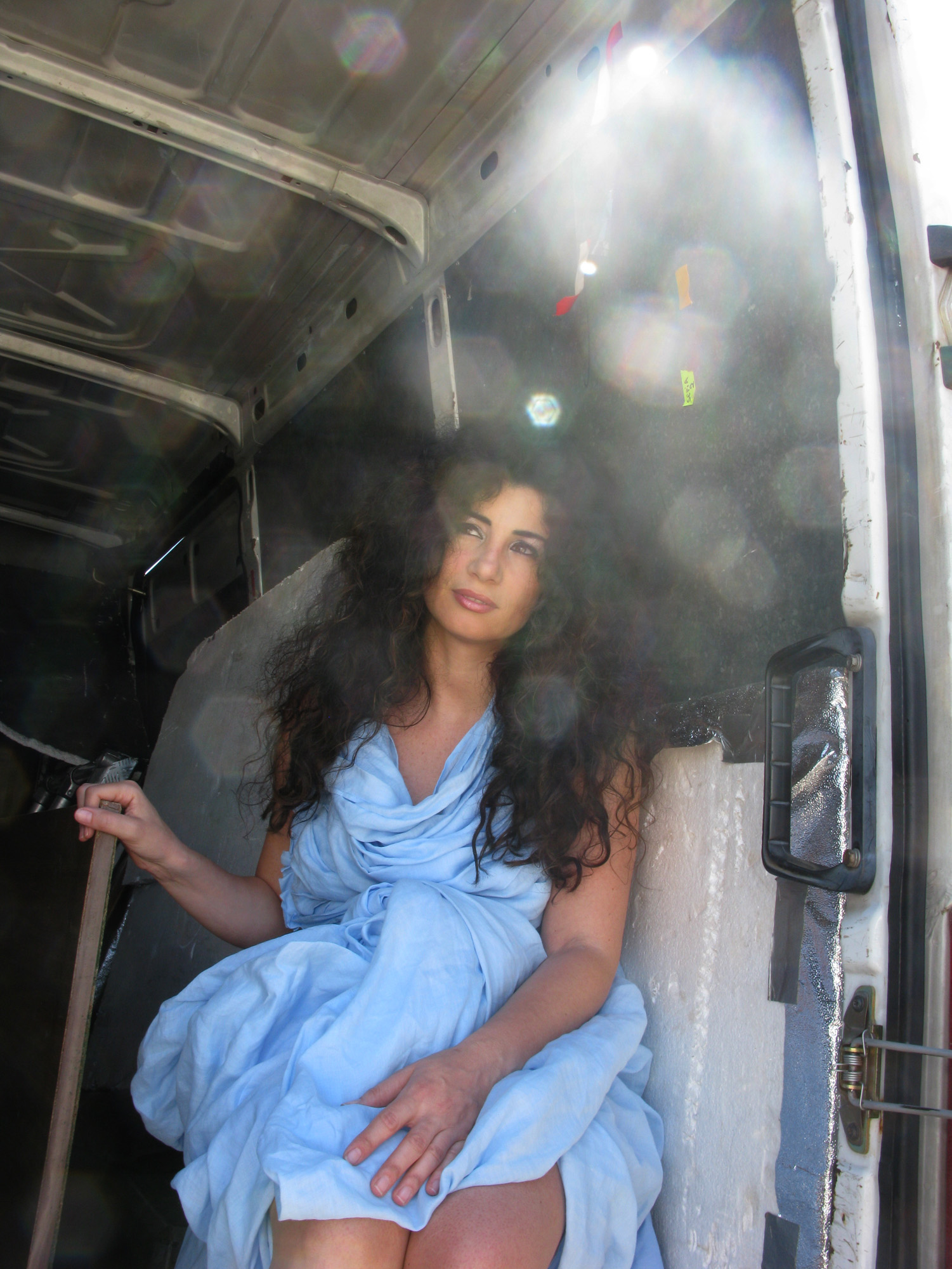
Joumana Haddad sul set del film Che succede? nel giugno 2009.

## Opere

### Opere in arabo
- Invito a una cena segreta, poesia, Edizioni An Nahar (1998);
- Due mani verso l'abisso, poesia, Edizioni An Nahar (2000);
- Non ho peccato abbastanza, poesia, Edizioni Kaf Noun (2003);
- Il ritorno di Lilith, poesia, Edizioni An Nahar (2004);
- La pantera nascosta alla base delle spalle, poesia, Edizioni Al Ikhtilaf (2006);
- In compagnia dei ladri di fuoco, interviste con scrittori internazionali, Edizioni An Nahar (2006);
- Verrà la morte e avrà i tuoi occhi, 150 poeti che si sono suicidati nel ventesimo secolo, antologia poetica, Edizioni An Nahar (2007);
- Cattive abitudini, poesia, Edizioni ministero della cultura egiziana (2007);
- Specchi delle passanti nei sogni, poesia, Edizioni An Nahar (2008);
- Geologìa dell'Io, poesia, Arab Scientific Publishers (2011);[15]
- Gabbie, teatro, Naufal, (2014).

### Opere e traduzioni in italiano
- in Non ho peccato abbastanza, 2005, Mondadori (antologia curata da Valentina Colombo);
- in Parola di donna, corpo di donna, 2006, Mondadori (antologia curata da Valentina Colombo);
- Adrenalina, 2009, Edizioni del Leone (traduzione di Oriana Capezio);
- Il ritorno di Lilith, 2009, Edizioni Asino d'Oro (traduzione di Oriana Capezio);
- Ho ucciso Shahrazad, Confessioni di una donna araba arrabbiata, 2010, Mondadori (traduzione di Oriana Capezio);
- Le sette vite di Luca, Originale in italiano, Letteratura per ragazzi, 2011, Mondadori Junior;[16]
- Superman è arabo, 2013, Mondadori.

### Opere in inglese
- Madinah, city stories from the Middle East, anthology, 2008, Comma Press, Manchester, UK.[17]
- I Killed Scheherazade, Essay, 2010, “Saqi Books”, London, UK.[18] Il libro fu tradotto in francese, italiano, spagnolo, danese, portoghese, tedesco, olandese, croato, norvegese, rumeno e arabo.[19]
- Superman is an Arab, Essay, 2012, “Westbourne Press”, London, UK.[20] Il libro fu tradotto in italiano, spagnolo, francese, croato e arabo.
- The Third Sex, Essay, 2015, "Hachette Antoine", Beirut, Lebanon. Il libro fu tradotto in francese, spagnolo ed arabo.

### Opere in francese
- Le temps d'un rêve, Poésie (1995);
- Les amants ne devraient porter que des mocassins, littérature érotique, 2010, Editions Humus.[21]

### Opere in spagnolo
- Allí donde el río se incendia, 2005, Ediciones De Aquí, Málaga (España), 2006; Fundación Editorial El Perro y la Rana, Caracas (Venezuela), 2007.

### Traduzioni in altre lingue

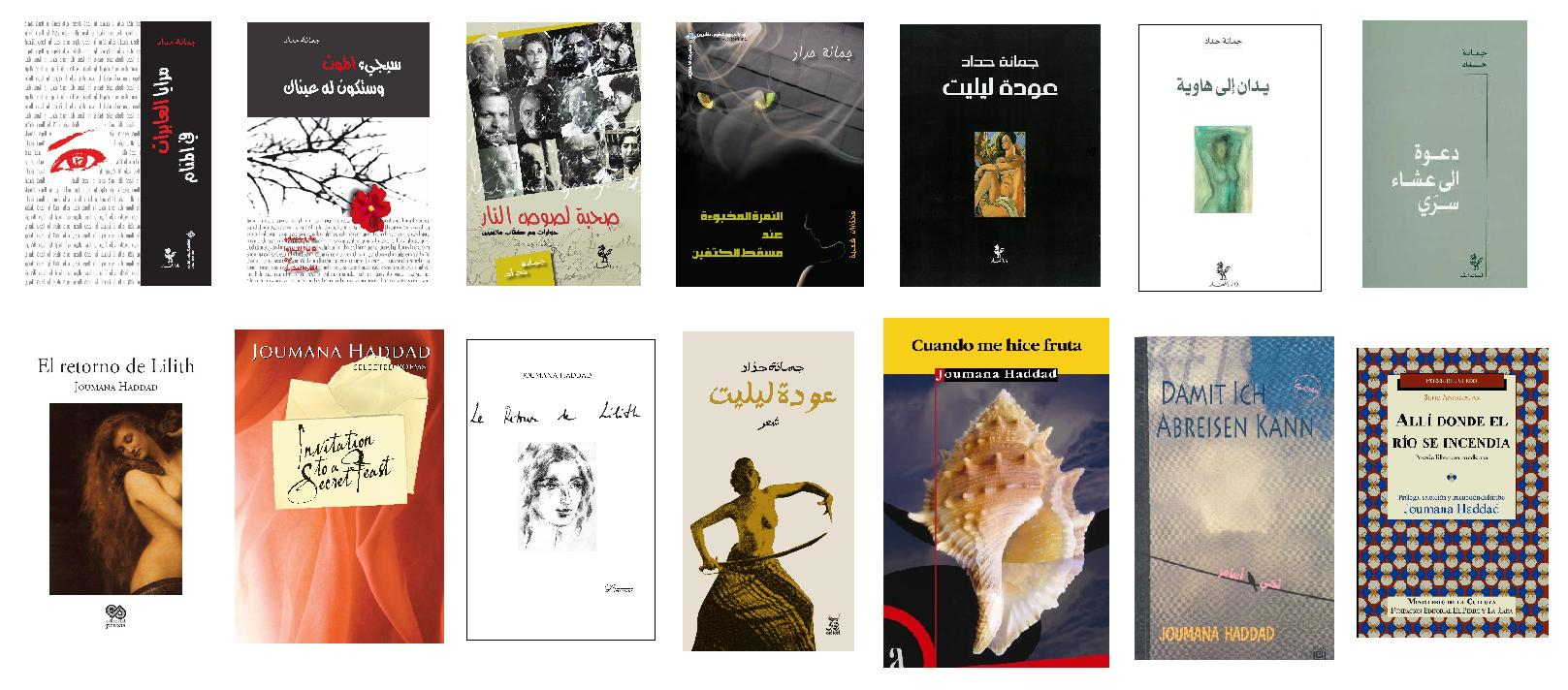
Alcuni libri di Joumana Haddad.

- Damit ich abreisen kann, 2005, Lisan Verlag, Bâle, Svizzera.
- Cuando me hice fruta, 2006, Monte Ávila Editores, Caracas, Venezuela.
- El retorno de Lilith, 2007, Editorial Praxis, Messico, 2010, Diputacion Provincial de Malaga, Mar Remoto, Spagna.
- Le retour de Lilith, 2007, Editions L'Inventaire, Parigi, Francia; Editions Actes Sud, Paris, 2011.
- Liliths Wiederkehr, 2008, Verlag Hans Schiler, Berlino, Germania.
- Invitation to a Secret Feast, 2008, Tupelo Press, Vermont, Stati Uniti.
- Lilits återkomst, 2010, "Bokförlaget Tranan", Stockholm, Sweden.
- Espejos de las fugaces, 2010, Vaso Roto ediciones, Messico.[22]
- Miroirs des passantes dans le songe, 2010, « Al Dante », Paris, France.
- Las siete vidas de Luca, Literatura infantil, 2011, Vaso Roto, México, México.[23]
- Los amantes deberían llevar solo mocasines, Literatura erótica, 2011, Vaso Roto, México, México.[24]